# Antoine-Henri-Philippe-Léon Cartier d'Aure
Pour les articles homonymes, voir Cartier, Aure et D'Aure.
Antoine-Henri-Philippe-Léon Cartier d'Aure, était un écuyer (cavalier) français né à Toulouse, le 2 juin 1799 (15 Prairial VII) et mort le 6 août 1863 à Saint-Cloud. Il promeut un style de dressage des chevaux qui sera, au cours du XIXe siècle, opposé parfois avec virulence à la méthode de François Baucher.

## Biographie
Antoine Henri Philippe Léon Cartier d'Aure est le fils d'un haut fonctionnaire de la Maison impériale. Il passe avec succès à 15 ans l'examen d'entrée à Saint-Cyr et entre en 1821 à l'École de Versailles sous la direction de Pierre-Marie d'Abzac qui lui fait obtenir une charge d'écuyer ordinaire du manège en 1821. Il y montrera des qualités d'assiette et de dextérité ainsi qu'une audace à cheval, sous les yeux du roi et de duc d'Angoulême, qui feront dire à son maître : « Vois tu celui-là ! Eh bien ne fais jamais comme lui. » C'est pourtant d'Aure lui-même qui remplacera d'Abzac à sa mort en 1827 à la tête du manège de Versailles.
Aussi brillant homme du monde que brillant cavalier, il est la coqueluche de la cour de Louis XVIII puis de Charles X. Il publie de nombreuses brochures (sur la situation de l'élevage équin en France, sur les Haras, sur sa conception d'une école équestre modèle etc.). Il innovera au manège de Versailles en allant essayer voire en débourrant lui-même aux haras les jeunes chevaux « qui n'avaient porté que des mouches » destinés à la remonte. Imbu des principes classiques de l'école, il est enclin à les simplifier et à les adapter à l'équitation d'extérieur. À la fin du règne de Charles X, en 1830, l'école de Versailles est supprimée. D'Aure se retire à la campagne avant de revenir à Paris où il créera successivement trois manèges toujours avec un succès éclatant mais avec des résultats financiers plus ou moins heureux. Sa seconde entreprise, le manège de la rue Duphot, particulièrement luxueux fut un fiasco financier – « Un d'Aure ne s'intéresse pas à ces détails sordides... » – et il se retrouvera en faillite. Grâce à l'aide de Lord Seymour, il se remettra à flot et ouvrira son troisième manège, rue de la chaussée d'Antin.
De cette époque date la fameuse querelle avec François Baucher lorsqu'il répondit à la Méthode d'équitation de ce dernier par ses Réflexions sur une nouvelle méthode d'équitation (1842) commençant par une citation de La Fontaine sur la montagne qui accouche d'une souris… D'Aure publie son Traité d'équitation en 1834, œuvre majeure qui connaîtra neuf rééditions.
Il intrigua longtemps pour devenir Écuyer en chef à Saumur, mais se heurta au maréchal Jean-de-Dieu Soult, ministre de la Guerre, et ce ne fut qu'en 1847, au départ à la retraite de ce dernier qu'il obtint ce poste grâce au soutien du duc de Nemours, d'Auriste fervent (et antibauchériste non moins convaincu). 
Nommé à Saumur, il développe l'équitation d'extérieur – « Lorsqu'on charge, les appuyers et les contre-changements de main ne servent pas à grand-chose » – mais subjugue les écuyers par sa maîtrise et sa connaissance du cheval, même si le fait d'être civil lui amène quelques frictions avec les militaires, notamment avec le colonel Maxime Jacquemin, commandant en second l'École. Parmi ses élèves, se trouve d'ailleurs un jeune lieutenant, Alexis L'Hotte : « Il jouait avec les rênes comme avec de légers rubans qu'on craindrait de casser ». En 1848, à l'exil de Louis-Philippe Ier, il présente sa démission par fidélité aux Orléans mais reviendra sur sa décision quelques mois plus tard et restera à Saumur jusqu'en 1855, fatigué et malade après avoir publié en 1853 son Cours d'équitation, ouvrage considéré comme supérieur à son traité de 1834.
En 1849, il est promu officier de la Légion d'honneur.
Nommé successivement à la direction des Écuries de Napoléon III en 1856, écuyer de l'Empereur et inspecteur général des haras en 1861, il meurt le 6 août 1863.
Il promut une équitation de campagne qui est à l'origine de l'équitation sportive actuelle. Ce fut un cavalier d'une énergie, d'un courage et même d'un sentiment extraordinaires qui avait à la fois le talent et l'intuition, mais aussi des bases fabuleuses acquises au manège de Versailles. Ces qualités étaient malheureusement difficilement transmissibles, aucun de ses admirateurs ou élèves n'atteignit le renom.

## Publications
- Traité d'équitation (1834)
- Réflexions sur une nouvelle méthode d'équitation (1842)
- Cours d'équitation (1853)
- Cours d'équitation, Paris, Mazeto Square, coll. « Le pied à l'étrier », 2016, 192 p.  (ISBN 978-2-919229-42-0)

## Citations
- « ... un cheval franc devant lui... droit devant lui... »
- « Pensez au mouvement que vous voulez exécuter, et vous verrez que cela ira tout seul. »
- « Travaillez et vous trouverez. »
- « Toujours contrebalancer les effets de la main par l'action des jambes, varier les résistances (de la main) mais ne jamais abandonner son contact avec la bouche. »
- « ... pour posséder un cheval, l'accord des mains et des jambes est indispensable. »
- « Il en est du cheval comme d'un bateau, on le mène par les deux bouts. »
- « Moins on en fait, mieux on fait. »